# Porsche (motortillverkare)
Porsche var det tyska formel 1-stallet Porsches motortillverkare. Porsche levererade senare även motorer till sin Champ Car-satsning, samt till formel 1-stallet Arrows. Sina största framgångar som motortillverkare hade Porsche i samarbetet med TAG i mitten av 1980-talet.

## F1-meriter
| 1. Frankrike 1962 | 1. Tyskland 1962 |

## Champ Car

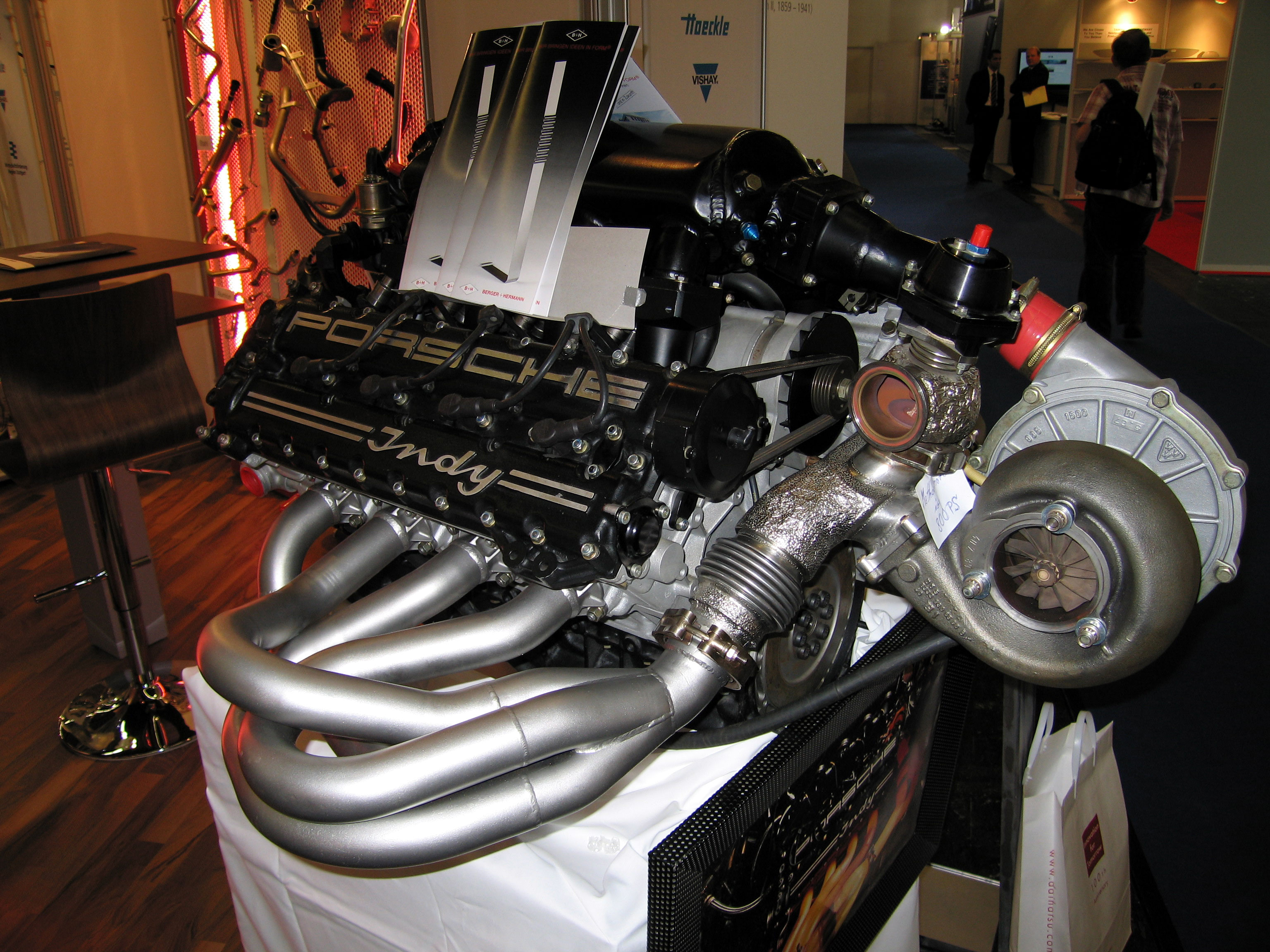
Indy 500 V8-motor.

I slutet av 1970-talet levererade Porsche motorer till Interscope Racings satsning på Indianapolis 500. Porsche gjorde även en egen satsning på CART 1988 med stallet Porsche Motorsports.